# Michael Drayton

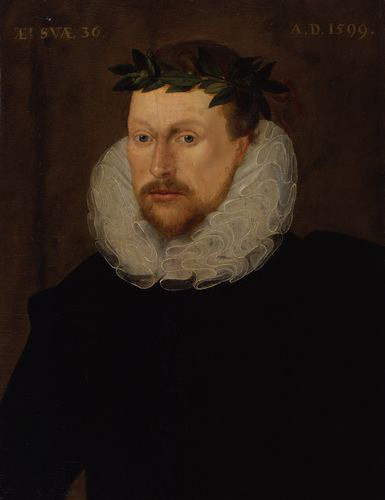
Michael Drayton

Michael Drayton (Hartshill, 1563 - Londen,  23 december 1631) was een Engelse dichter uit het tijdperk van Elizabeth I.

## Levensloop en werken
- In 1591 verscheen zijn eerste boek, The Harmony of the Church, een verzameling spirituele gedichten, opgedragen aan Lady Devereux.
- 1593/1594: in 1593 verscheen Idea: The Shepherd's Garland, een verzameling van negen pastorale gedichten, waarin hij verslag doet van zijn eigen liefdesperikelen onder het pseudoniem Rowland. Uit 1594 stamt Idea's Mirror waarin hij voortborduurt op hetzelfde thema in de vorm van een cyclus van 64 sonnetten, waaruit blijkt dat de door hem aanbeden vrouw aan de rivier de Ankor woonde in Warwickshire. Blijkbaar slaagde hij er niet in haar affectie te winnen: Drayton zou uiteindelijk als vrijgezel sterven.
- In 1593 verscheen het eerste van Draytons historische gedichten, The Legend of Piers Gaveston
- In 1594 publiceerde hij Matilda, een episch gedicht in zogenaamd rhyme royal, een rijmschema van 7 regels: ababbcc. Rond deze tijd bracht hij ook Endimion and Phoebe uit, met autobiografische elementen.
- In 1596 + 1603: in 1596 publiceerde Drayton zijn belangrijk werk Mortimerades, een lang gedicht in stanza's dat handelt over de Rozenoorlogen. Later wijzigde hij het gedicht en breidde hij het uit: in 1603 publiceerde hij het opnieuw onder de titel The Barons' Wars.
- In 1596 verscheen een tweede historisch gedicht, The Legend of Robert, Duke of Normandy, waarmee ook zijn Piers Gaveston uit 1593 opnieuw werd gedrukt.
- In 1597 verscheen England's Heroical Epistles, een serie historische studies, in navolging van Ovidius. Delen van deze gedichten, geschreven in zogenaamde heroic couplets (10-lettergrepige op elkaar rijmende regels), behoren tot zijn beste werk.

Tegen 1597 was Drayton een gevierd dichter. Het schijnt dat hij zeer in de gunst stond aan het hof van Elizabeth I, en hij hoopte dat dit ook het geval zou zijn met haar opvolger. Maar toen hij in 1603 een gedicht opdroeg aan Jacobus I bij diens troonsbestijging, werd het belachelijk gemaakt en zijn verdere diensten werden geweigerd.
- 1604 Zijn bitterheid vond uitdrukking in een satire, The Owl (1604), maar hij had geen talent voor zulk werk. Evenmin succesvol was zijn Bijbelse vertelling van Moses in a Map of his Miracles, ook uit 1604.

In 1605 bracht Drayton zijn belangrijkste werken, dat wil zeggen zijn historische gedichten en zijn Idea, opnieuw uit in een verzamelbundel waarvan bij zijn leven acht edities verschenen. Hij verzamelde ook zijn kortere werken, tot dusver onuitgegeven, in een ongedateerde bundel, maar waarschijnlijk uitgegeven in 1605, onder de titel Poems Lyric and Pastoral. De bundel bestaat uit odes, herdersdichten, en een fantastische satire genaamd The Man in the Moon. In deze bundel verscheen zijn bekende Ballad of Agincourt voor het eerst in druk.
In 1627 verscheen een ander verzameld werk met een aantal van zijn meest karakteristieke en beste stukken, te weten: The Battle of Agincourt, een historisch gedicht in stanza's (niet te verwarren met de zojuist genoemde ballad met dezelfde naam, c.q. onderwerp), en The Miseries of Queen Margaret of Anjou (vrouw van Hendrik VI), eveneens in stanza's en in dezelfde geest geschreven; Nimphidia, the Court of Faery, dat tot zijn beste werk wordt gerekend; The Quest of Cinthia en The Shepherd's Sirena, twee lyrische herderdichten, en ten slotte The Moon Calf, een soort satire.
Het laatste van Draytons volumineuze publicaties was The Muses' Elizium uit 1630. Hij stierf in Londen en werd begraven in Westminster Abbey.